# Zschepplin
Zschepplin là một đô thị trong huyện of Nordsachsen, bang tự do Sachsen, nước Đức. Đô thị Zschepplin có diện tích 67,98 km², dân số thời điểm ngày 31 tháng 12 năm 2005 là 3264 người.